# Краснов, Алексей Павлович
Алексей Павлович Краснов (род. 18 января 1923 года, дер. Старая Тамбовка, Мензелинский кантон, Татарская АССР, СССР — 12 сентября 1998 года, Тамбов, Россия) — советский и российский художник, народный художник РСФСР (1987).

## Биография
Родился 18 января 1923 года в деревне Старая Тамбовка Мензелинского кантона Татарской АССР в крестьянской семье.
С 1938 по 1939 годы — учился в Ижевском художественном училище, училище было расформировано, но не смог продолжить обучение в связи с нехваткой средств на переезд.
Перед войной и в начале войны работал сверловщиком на Ижевском оружейном заводе, в декабре 1942 года ушел добровольцем на фронт. В 1944 году его демобилизовали как инвалида Отечественной войны.
С 1945 по 1948 годы — учился в Казанском художественном училище.
С 1949 по 1955 годы — учился в Институте живописи, скульптуры и архитектуры имени И. Е. Репина у М. И. Авилова, Ю. М. Непринцева.
В 1955 году — по распределению Министерства культуры переехал в Тамбов, где в дальнейшем и жил.
Участник выставок с 1955 года, с 1956 года — член Союза художников РСФСР.
Автор исторических картин, портретов, пейзажей.
В Тамбовской областной картинной галерее представлены картины «За землю родную» (1958), «В боевой 18-й год» (1959), «Весна пришла» (1963), «Тамбовские конники» (1974).
Алексей Павлович Краснов умер 12 сентября 1998 года в Тамбове, похоронен на Воздвиженском кладбище.

## Награды
- Орден Отечественной войны I степени (1985)
- Орден Красной Звезды
- Орден «Знак Почёта»
- Народный художник РСФСР (1987)
- Заслуженный художник РСФСР (1969)
- медали